# Firth of Lorn
Le Firth of Lorn, parfois appelé de manière non officielle Firth of Lorne, en gaélique écossais An Linne Latharnach, est un firth situé dans l'Ouest de l'Écosse, au Royaume-Uni. Il constitue une avancée de l'océan Atlantique dans les Hébrides intérieures, séparant l'île de Mull à l'ouest et le reste de l'Écosse à l'est, notamment les îles Slate. Il communique au nord avec le détroit de Mull, le Lynn of Lorne ainsi que le Loch Linnhe et au sud avec l'océan Atlantique.